# Caça humana
Caça humana (títol original en anglès, Killing Season) és una pel·lícula de thriller d'acció estatunidenca de 2013 escrita per Evan Daugherty i dirigida per Mark Steven Johnson per a Millennium Films, com el primer cop on els actors John Travolta i Robert De Niro comparteixen pantalla. La pel·lícula es refereix a una lluita personal entre un veterà de guerra estatunidenc i un serbi. S'ha doblat al català.
El guió de Daugherty va cridar l'atenció dels productors després de guanyar la Competició de Guió d'Script Pipeline de 2008. La pel·lícula va rebre crítiques negatives.

## Repartiment
- Robert De Niro com el coronel retirat Ben Ford
- John Travolta com a Emil Kovač
- Milo Ventimiglia com a Chris Ford
- Elizabeth Olin com a Sarah Ford
- Diana Lyubenova com a Elena
- Kalin Sarmenov com a serbi
- Stefan Shterev com a client del bar
- Joseph Oliveira com a soldat serbi (sense acreditar)